# Bobby McFerrin

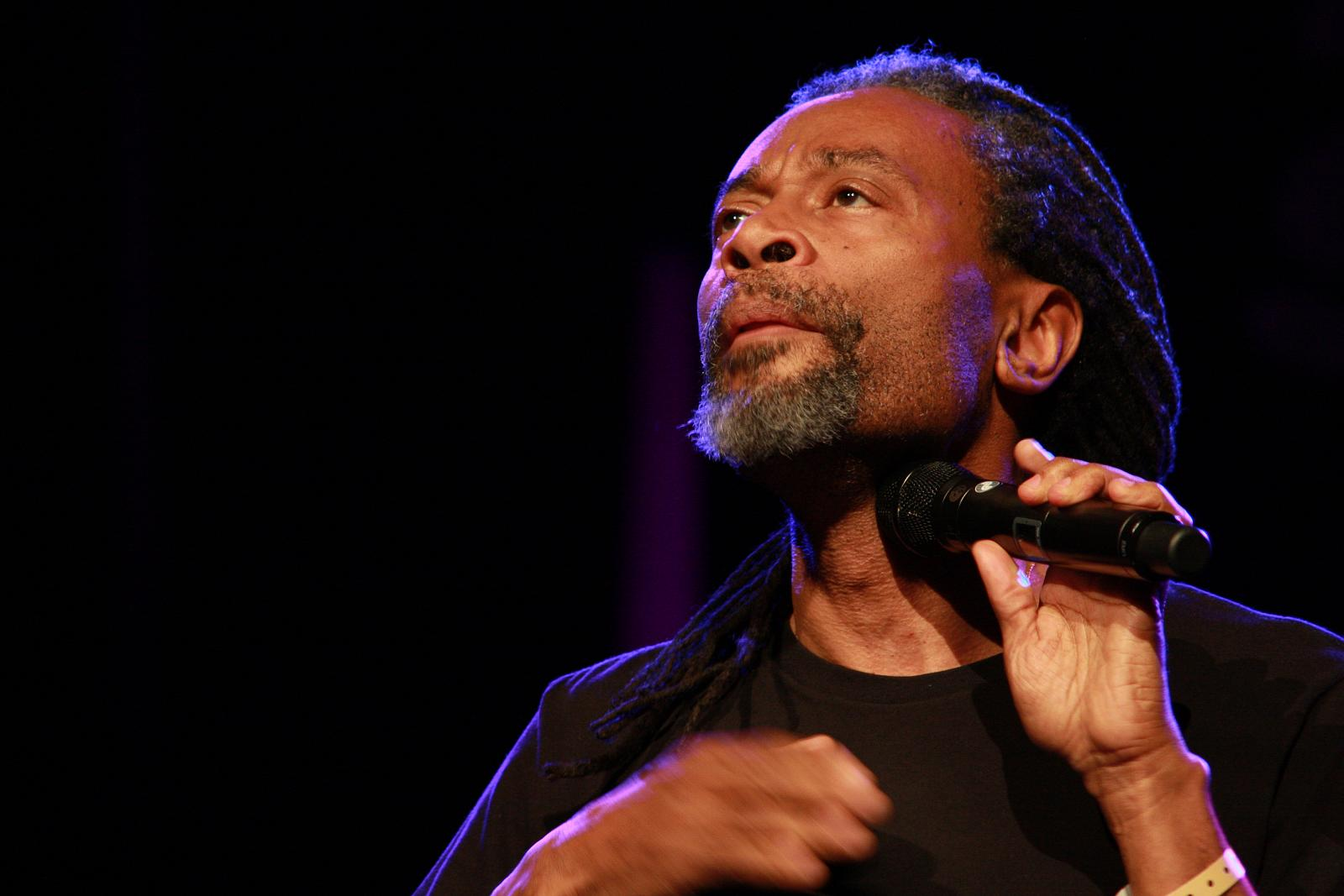
Bobby McFerrin beim North Sea Jazz Festival (2008)

Bobby McFerrin (* 11. März 1950 in New York City, Vereinigte Staaten) ist ein US-amerikanischer Vokalkünstler, Sänger und Dirigent. Mit seiner außergewöhnlichen Gesangstechnik erreicht er einen enormen Stimmumfang und imitiert verschiedene Instrumente. McFerrin ist bekannt für seine unbegleiteten Solo-Konzerte.

## Leben und Wirken

### Jugend und Ausbildung
Bobby McFerrin ist der Sohn von Robert und Sara McFerrin. Bobbys Vater war in den 1950er Jahren der erste afroamerikanische Opernsänger (Bariton) an der Metropolitan Opera in New York. Sara McFerrin war Sopranistin und hatte eine Professur für Gesang inne. Sie gab ihre Karriere jedoch auf, um ihren Ehemann unterstützen zu können. Bobbys Lieblingsplatz als Kind war unter dem Klavier, wenn sein Vater Gesangsunterricht gab. Auch wenn sein Vater ihm nie Unterricht gab, lernte er von ihm durch reines Zuhören viel über Musik. Mit sechs Jahren erhielt Bobby McFerrin – zunächst an der Juilliard School of Music – Klavierunterricht und lernte in den nächsten Jahren auch, Klarinette und Flöte zu spielen.
Während der Highschool-Zeit, dem Studium an der California State University in Sacramento und am Cerritos College studierte er Klavier.

### Erste berufliche Erfahrungen
Nach dem Studium wurde er als Instrumentalist Mitglied der Ice Follies, danach tourte er mit einigen Top-40-Bands. Erst im Alter von 27 Jahren, als er Mitglied der Band Astral Projection war, begann er auch als Sänger aufzutreten. Der Komiker Bill Cosby veranlasste, dass McFerrin 1980 als Sänger zum Playboy Jazz Festival eingeladen wurde. Sein Auftritt 1981 auf dem Kool Jazz Festival führte schließlich zum Schallplattenvertrag.

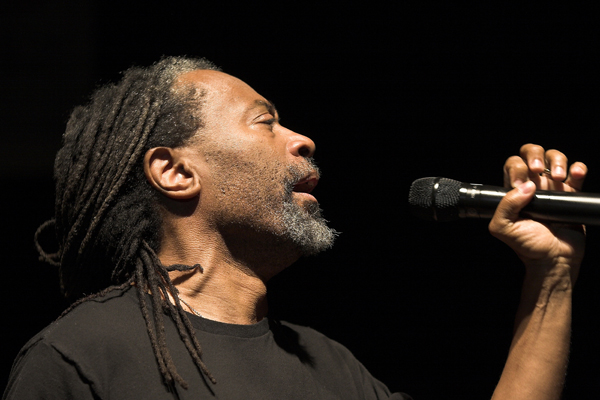
Bobby McFerrin (2007)

### Debütalbum und Reaktionen
Bereits mit seinem Debütalbum als Sänger, Bobby McFerrin (1982), wurde er aufgrund seiner artistischen Vokaltechnik mit raschen Wechseln zwischen Brust- und Falsettstimme in der Fachwelt bekannt. Zu dieser Zeit lud ihn Joachim-Ernst Berendt zum New Jazz Meeting Baden-Baden, wo er an einem Vocal Summit mit den avancierten Sängerinnen Jeanne Lee, Urszula Dudziak sowie Jay Clayton und Lauren Newton teilnahm. Für Another Night in Tunisia mit Jon Hendricks und Manhattan Transfer erhielt er 1985 zwei Grammys. Die nächsten Alben, auf denen er solo zu hören ist, sind The Voice (1984) und Spontaneous Inventions (1985). Der Song Don’t Worry, Be Happy (1988), der auf einem Zitat von Meher Baba beruht, verschaffte ihm weltweite Anerkennung. Das Album Simple Pleasures (1988), auf dem sich der Hit befindet, wurde weltweit über zehn Millionen Mal verkauft und führte gleich zu vier Grammys. 1989 steuerte er die Musik zum Dokumentationsfilm Common Threads: Stories from the Quilt bei. In dieser Zeit gründete er auch Voicestra, zunächst mit Lyle Mays und Jack DeJohnette, aus dem sich eine zwölfköpfige A-cappella-Gesangsgruppe entwickelte.

### Kooperationen
Seit den 1990er Jahren arbeitete er erfolgreich mit anderen namhaften Musikern des Jazz, wie dem Pianisten Chick Corea (Play 1992), oder der Klassik, wie dem Cellisten Yo-Yo Ma (Hush 1992). 1996 folgte ein Album mit den Yellowjackets und ein weiteres mit Corea. 2003 wurde ein Fernsehfilm über ihn aufgenommen: Bobby McFerrin & Chick Corea – We play – eine musikalische Freundschaft, der über ein Konzert der beiden beim Verbier Musik-Festival in der Schweiz die Vorbereitung zeigt, wie sie zusammen mit einem Jugendorchester das Stück Spain von Chick Corea proben. Der Film wurde von verschiedenen Programmen des deutschen Fernsehens ausgestrahlt.

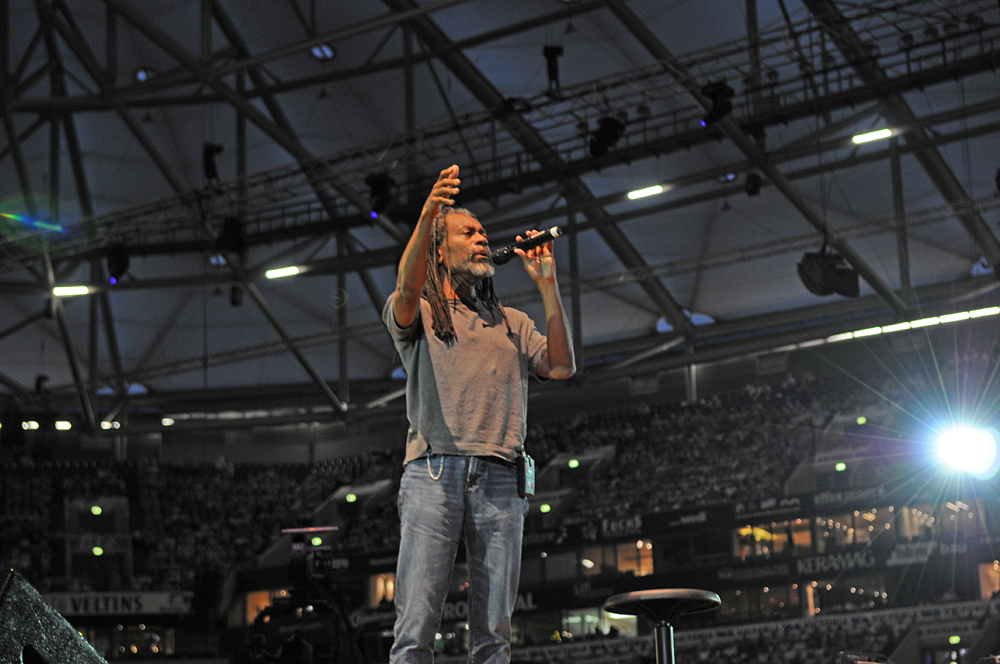
Bobby McFerrin bei !SING - DAY OF SONG (2010)

Bemerkenswert ist seine Bearbeitung des Ave Maria von Bach/Gounod, in der er selbst das Präludium von Bach vokal interpretiert und parallel das Publikum die Melodie von Gounod mitsingen lässt. Darüber hinaus trat er als Gastsänger in Projekten von Dizzy Gillespie, Bob Dorough und Laurie Anderson auf. 2009 führte er seine Oper Bobble – Listen so we can really hear mit 20 professionellen Sängern aus Europa im römischen Theater von Kaiseraugst auf.

### Dirigententätigkeit
McFerrin dirigiert seit dem Jahr 1990. Es heißt, zunächst sei er eher zum Spaß gefragt worden, ob er einmal dirigieren wolle. Anschließend habe er das Dirigieren dann mit zunehmender Ernsthaftigkeit betrieben. Nach eigenen Angaben hatte er eine Unterrichtsstunde bei den Dirigenten Leonard Bernstein und Seiji Ozawa. Bis heute hat er weltweit verschiedene Orchester dirigiert, davon liegen einige Audio- und Videoaufnahmen vor. Am 25. Mai 2004 dirigierte McFerrin anlässlich der Erweiterung der Europäischen Union die Wiener Philharmoniker. Das Programm enthielt Stücke aus Werken der klassischen Musik von Komponisten aus acht europäischen Nationen. Am 5. Juni 2010 trat er beim Abschlusskonzert von !Sing – Day of Song in der Veltins-Arena in Gelsenkirchen im Rahmen des Projekts RUHR.2010 – Kulturhauptstadt Europas auf.

### Dozententätigkeit, Preise und Auszeichnungen
McFerrin war an verschiedenen Hochschulen als Dozent tätig und ist derzeit Honorarprofessor an der Universität der Künste Berlin. 2020 erhielt er den Titel des Jazz Master der National Endowment for the Arts und damit die höchste Auszeichnung des Jazz in den USA.

### Privatleben
Er ist mit seiner Frau Debbie seit 1975 verheiratet und hat drei Kinder. Der Sohn Taylor McFerrin ist als Musiker mittlerweile auch mit einem NeoSoul-Debütalbum hervorgetreten. Seine Tochter Madison McFerrin hat ebenfalls zwei EPs und ein Album herausgebracht.

## Diskografie

### Alben
| Jahr | Titel                                       | Höchstplatzierung, Gesamtwochen, AuszeichnungChartplatzierungen (Jahr, Titel, Platzierungen, Wochen, Auszeichnungen, Anmerkungen) | Höchstplatzierung, Gesamtwochen, AuszeichnungChartplatzierungen (Jahr, Titel, Platzierungen, Wochen, Auszeichnungen, Anmerkungen) | Höchstplatzierung, Gesamtwochen, AuszeichnungChartplatzierungen (Jahr, Titel, Platzierungen, Wochen, Auszeichnungen, Anmerkungen) | Höchstplatzierung, Gesamtwochen, AuszeichnungChartplatzierungen (Jahr, Titel, Platzierungen, Wochen, Auszeichnungen, Anmerkungen) | Höchstplatzierung, Gesamtwochen, AuszeichnungChartplatzierungen (Jahr, Titel, Platzierungen, Wochen, Auszeichnungen, Anmerkungen) | Anmerkungen                                              |
| Jahr | Titel                                       | DE | AT | CH | UK | US | Anmerkungen                                              |
| ---- | ------------------------------------------- | --- | --- | --- | --- | --- | -------------------------------------------------------- |
| 1984 | The Voice                                   | — | AT14 (2 Wo.)AT | — | — | — | Produzent: Linda Goldstein                               |
| 1987 | Spontaneous Inventions                      | — | — | — | — | US103 (19 Wo.)US | Produzenten: Bobby McFerrin, Linda Goldstein             |
| 1988 | Simple Pleasures                            | DE13 (18 Wo.)DE | AT8 (8 Wo.)AT | CH14 Gold · (8 Wo.)CH | UK92 (1 Wo.)UK | US5 Platin · (55 Wo.)US | Produzent: Linda Goldstein                               |
| 1990 | Medicine Music                              | — | — | — | — | US146 (22 Wo.)US | Produzenten: Bobby McFerrin, Linda Goldstein             |
| 1992 | Hush                                        | — | — | — | — | US93 Gold · (18 Wo.)US | mit Yo-Yo Ma Produzenten: Bobby McFerrin, Steven Epstein |
| 2004 | Konzert für Europa – The Schönbrunn Concert | — | AT19 Gold · (10 Wo.)AT | — | — | — | mit den Wiener Philharmonikern                           |

Weitere Alben
- 1982: Bobby McFerrin
- 1983: Sorrow Is Not Forever-Love Is Vocal Summit (Lauren Newton, Urszula Dudziak, Jeanne Lee und Jay Clayton)
- 1984: Tangents (Chico Freeman feat. Bobby McFerrin)
- 1988: Bobby’s Thing
- 1988: Lady Fair
- 1988: How the Rhinoceros Got His Skin & How the Camel Got His Hump (basierend auf Rudyard Kipling, mit Jack Nicholson)
- 1989: The Many Faces of Bird (mit Richie Cole, Lee Konitz, James Moody und Bud Shank)
- 1992: Play (mit Chick Corea)
- 1992: Live (mit Herbie Hancock)
- 1993: Somewhere Over the Rainbow
- 1995: Paper Music (mit The Saint Paul Chamber Orchestra)
- 1995: Bang!Zoom (mit Yellowjackets, Paul Jackson und den Bläsern von Tower of Power)
- 1995: Kenneth Feld Presents the Wizard of Oz on Ice (Unknown Artist feat. Bobby McFerrin)
- 1996: The Mozart Sessions (mit Chick Corea und The Saint Paul Chamber Orchestra)
- 1997: Circlesongs
- 2001: Mouth Music
- 2002: Beyond Words (DE: Gold (Jazz-Award))
- 2010: Vocabularies
- 2013: Spirityouall

### Kompilationen
- 1993: Don’t Worry, Be Happy
- 1996: The Best of Bobby McFerrin
- 1997: Jazz Masters
- 2004: Bobby McFerrin (Promo)
- 2007: The Collection
- 2011: Essential
- 2011: 4 Albums (Box mit 4 CDs)

### Singles
| Jahr | Titel Album                            | Höchstplatzierung, Gesamtwochen, AuszeichnungChartplatzierungen (Jahr, Titel, Album, Platzierungen, Wochen, Auszeichnungen, Anmerkungen) | Höchstplatzierung, Gesamtwochen, AuszeichnungChartplatzierungen (Jahr, Titel, Album, Platzierungen, Wochen, Auszeichnungen, Anmerkungen) | Höchstplatzierung, Gesamtwochen, AuszeichnungChartplatzierungen (Jahr, Titel, Album, Platzierungen, Wochen, Auszeichnungen, Anmerkungen) | Höchstplatzierung, Gesamtwochen, AuszeichnungChartplatzierungen (Jahr, Titel, Album, Platzierungen, Wochen, Auszeichnungen, Anmerkungen) | Höchstplatzierung, Gesamtwochen, AuszeichnungChartplatzierungen (Jahr, Titel, Album, Platzierungen, Wochen, Auszeichnungen, Anmerkungen) | Anmerkungen                                                                                           |
| Jahr | Titel Album                            | DE | AT | CH | UK | US | Anmerkungen                                                                                           |
| ---- | -------------------------------------- | --- | --- | --- | --- | --- | --- |
| 1988 | Good Lovin’ Simple Pleasures           | DE37 (6 Wo.)DE | — | — | — | — | Erstveröffentlichung: 27. Juni 1988 Autoren: Arthur Resnick, Rudy Clark Original: Lemme B. Good, 1965 |
| 1988 | Don’t Worry, Be Happy Simple Pleasures | DE1 Platin · (23 Wo.)DE | AT1 (14 Wo.)AT | CH2 (20 Wo.)CH | UK2 Platin · (11 Wo.)UK | US1 Gold · (26 Wo.)US | Erstveröffentlichung: 12. September 1988 Autor: Bobby McFerrin                                        |
| 1988 | Thinking About Your Body –             | — | — | — | UK46 (5 Wo.)UK | — | |

Weitere Singles
- 1982: Moondance / Jubilee (Promo)
- 1982: You’ve Really Got a Hold on Me
- 1986: Bobby McFerrin (EP)
- 1986: Thinkin’ About Your Body
- 1990: The Garden
- 1992: Hush Little Baby (mit Yo-Yo Ma)
- 1997: Circlesongs

### Sideman-Aufnahmen
- 1980: Journey to the One (Pharoah Sanders)
- 1982: The Best Is Yet to Come (Grover Washington, Jr.)
- 1983: The Young Lions (Diverse); Vocal Summit: Sorrow Is Not Forever – Love Is
- 1984: Tangents (Chico Freeman)
- 1984: A Night in Copenhagen (Charles Lloyd Quartet); A Tribute to Thelonious Monk (Diverse)
- 1986: The Sportin’ Life (Weather Report)
- 1985: Watching My Life Go By (Michael Hedges); Vocalese (The Manhattan Transfer)
- 1986: Round Midnight (Diverse); The other Side of Round Midnight (Diverse); Dialects (Joe Zawinul)
- 1987: The Just so Storys (Bobby McFerrin and Jack Nicholson)
- 1988: Cocktail (Soundtrack); Duets (Rob Wasserman u. a.); Heart’s Horizon (Al Jarreau)
- 1989: Back on the Block (Quincy Jones); Strange Angels (Laurie Anderson)
- 1991: The Laziest Gal in Town (Gal Costa)
- 1992: To Bird with Love (Dizzy Gillespie)
- 1994: Extra Special Edition (Jack DeJohnette)
- 1995: Hand in Hand: Songs of Parenthood (Diverse); The Music of Disney’s Cinderella (Diverse); Dreamland (The Yellowjackets)
- 1998: In My Life (George Martin)
- 2003: Little Words (Béla Fleck); Rendez-vous in New York (Chick Corea)
- 2004: Magic Hour (Wynton Marsalis)

### Videoalben
- 1986: Orpheus kehrt zurück – Fernsehspiel vom Hessischen Rundfunk, Deutschland
- 2000: Swinging Bach – Liveaufnahme in Leipzig (mit dem Gewandhausorchester, Jiří Stivín u. a.)
- 2002: Spirits of Music – Bobby McFerrin & Nigel Kennedy (2 DVDs)
- 2004: Spirits of Music, Part 1 – Bobby McFerrin & Nigel Kennedy
- 2005: Spirits of Music, Part 2 – Bobby McFerrin & Nigel Kennedy
- 2005: Live In Montreal
- 2005: Spontaneous Inventions

## Auszeichnungen für Musikverkäufe
| Goldene Schallplatte - Italien - 2024: für die Single Don’t Worry, Be Happy - Kanada - 1988: für das Album Simple Pleasures - 1997: für das Album Hush - Schweden - 1989: für die Single Don’t Worry, Be Happy - Spanien - 2024: für die Single Don’t Worry, Be Happy | Platin-Schallplatte - Neuseeland - 2021: für die Single Don’t Worry, Be Happy |

Anmerkung: Auszeichnungen in Ländern aus den Charttabellen bzw. Chartboxen sind in ebendiesen zu finden.
| Land/RegionAuszeichnungen für Musikverkäufe (Land/Region, Auszeichnungen, Verkäufe, Quellen) | Gold       | Platin     | Verkäufe  | Quellen             |
| -------------------------------------------------------------------------------------------- | ---------- | ---------- | --------- | ------------------- |
| Deutschland (BVMI)                                                                           | Gold1      | Platin1    | 510.000   | musikindustrie.de   |
| Italien (FIMI)                                                                               | Gold1      | —          | 50.000    | fimi.it             |
| Kanada (MC)                                                                                  | 2× Gold2   | —          | 100.000   | musiccanada.com     |
| Neuseeland (RMNZ)                                                                            | —          | Platin1    | 30.000    | radioscope.co.nz    |
| Österreich (IFPI)                                                                            | Gold1      | —          | 25.000    | ifpi.at             |
| Schweden (IFPI)                                                                              | Gold1      | —          | 25.000    | ifpi.se             |
| Schweiz (IFPI)                                                                               | Gold1      | —          | 25.000    | hitparade.ch        |
| Spanien (Promusicae)                                                                         | Gold1      | —          | 30.000    | elportaldemusica.es |
| Vereinigte Staaten (RIAA)                                                                    | 2× Gold2   | Platin1    | 3.000.000 | riaa.com US2        |
| Vereinigtes Königreich (BPI)                                                                 | —          | Platin1    | 600.000   | bpi.co.uk           |
| Insgesamt                                                                                    | 10× Gold10 | 4× Platin4 |           |                     |

## Grammys
- 1985: Another Night in Tunisia mit Jon Hendricks
  - Best Vocal Arrangement for two or more voices
- 1985: Another Night in Tunisia mit Cheryl Bentyne
  - Best Jazz Vocal Performance, male
- 1986: Round Midnight
  - Best Jazz Vocal Performance, male
- 1987: What Is This Thing Called Love?
  - Best Jazz Vocal Performance
- 1987: The Elephants’s Child mit Jack Nicholson
  - Best Recording for Children
- 1988: Don’t Worry, Be Happy
  - Record of the year
  - Song of the year
  - Best Pop Vocal Performance, male
- 1988: Brothers
  - Best Jazz Vocal Performance
- 1992: Round Midnight
  - Best Jazz Vocal Performance